# Johann Jacob Gottschald
Johann Jacob Gottschald, auch Johann Jakob Gottschaldt, (* 21. April 1688 in Eibenstock; † 15. Februar 1759 in Schöneck) war ein deutscher evangelisch-lutherischer Theologe und Dichter von Kirchenliedern.

## Leben
Gottschald war ein Enkel des Wildenthaler Hammerherrn Michael Gottschald. Sein Vater, der Hammerherr Friedrich Gottschald, besaß neben dem Wildenthaler Hammer auch den Muldenhammer und starb 1694, als Johann Jacob sechs Jahre alt war. Gottschald studierte Theologie an den Universitäten Leipzig und Wittenberg und erlangte 1711 den Magistergrad. 1716 wurde er Pfarrer in Somsdorf. Als sich 1721 die Möglichkeit bot, Diakon in seiner Geburtsstadt zu werden, kehrte er ins Erzgebirge zurück. Nach 18 Jahren wurde er gegen seinen Willen als Pfarrer in die Stadt Schöneck versetzt, wo er bis zu seinem Tod wirkte.

## Werke
Gottschald sammelte zahlreiche Kirchenlieder, gab diese in Druck heraus und schrieb auch einige eigene Lieder. Sein Erzgebürgisches Gesangbuch mit 800 Liedern erschien erstmals 1725 ohne Nennung seiner Urheberschaft in Schneeberg und wurde in der Folge mehrfach neu aufgelegt. Seine Schriften umfassen:
- Disputation de Laminis, 1711
- Eine Trauer- und Trost-Schrift auf seine Mutter, 1721
- Das Schneebergische oder Ertzgebürgische Gesang-Buch, 1725
- Eine Abhandlung von Gelübden, 1735
- Universal-Gesang-Buch, 1737
- Lieder-Remarquen, 6 Teile 1737–4
- Die letzten Worte, 1740